# Ронго, Луис Мария
Луис Мари́я Агусти́н Ронго (исп. Luis María Agustín Rongo; 23 марта 1915, Сан-Исидро — 1981, Буэнос-Айрес) — аргентинский футболист, нападающий.

## Карьера
Луис Мария Ронго начал карьеру в молодёжном составе клуба «Акасуссо», откуда он перешёл в молодёжный состав «Ривер Плейта». 1 сентября 1935 года, из-за травмы Бернабе Феррейры он дебютировал в составе команды в матче с «Бокой Хуниорс» (1:1), в котором сразу же забил гол. В том же сезоне он забил пять логов в четырёх матчах, из которых три мяча он забил во встрече с клубом «Химнасия и Эсгрима». Однако после выздоровления Феррейры, Ронго вновь перестал выходить на поле, чаще всего заменяя травмированных членов команды. В этот период он выиграл два чемпионата страны. В середине 1937 года Луис Мария был арендован клубом «Архентинос Хуниорс», за который сыграл 13 матчей и забил 8 голов. Любопытно, что этот клуб занял предпоследнее место в чемпионате, а Ронго таким образом в одном сезоне стал чемпионом страны и членом команды, вылетевшей во второй дивизион. Затем он возвратился в «Ривер», за который играл ещё три года. В первом сезоне после воз ращения, Ронго забил 33 гола в 20 играх, чему вновь поспособствовала травма Феррейры. Из этих мячей четыре нападающий забил в ворота «Атланты» (5:1) и «Тигре» (6:1), а также сделал три хет-трика в трёх матчах подряд: с «Расингом» (3:2), «Ураканом» (5:1) и «Велес Сарсфилдом» (3:1). В чемпионате 1939 года Ронго забил 10 голов в 7 матчах, из которых пять 23 апреля во встрече с «Феррокарриль Оэсте» (8:0). Всего за клуб Луис Мария провёл 48 матчей в которых забил 58 голов, последний из которых в ворота «Велес Сарсфилд». По другим данным он забил 58 голов в 49 матчах.
В 1940 году Ронго перешёл уругвайский «Пеньяроль», за который провёл всего несколько матчей, а осенью присоединился к бразильскому клубу «Флуминенсе». 10 ноября он дебютировал в составе команды в матче с «Америкой» (4:2), где забил два гола. В том же году он выиграл с клубом чемпионат штата Рио-де-Жанейро. В решающей игре турнира с «Сан-Кристованом» Луис Мария сделал хет-трик, а его команда победила со счётом 5:3. В 1941 году Ронго выиграл второй титул чемпиона штата, а также занял второе место в списке лучших бомбардиров после Силвио Пирилло с 25 забитыми голами, по другим данным с 26 голами. Всего за клуб он провёл 25 матчей и забил 26 голов, по другим данным — 37 голов. Из которых четыре 6 июля в матче с «Канто до Рио» и 5 октября с «Бангу», а также шесть голов 20 июля во встрече с клубом «Сан-Кристован».
В 1942 году Ронго возвратился в Аргентину, подписав контракт с «Платенсе». 5 апреля он дебютировал в составе «Платенсе» в матче с клубом «Чакарита Хуниорс» (1:1), где забил первый гол за команду. В первом сезоне он забил 23 гола в 29 матчах, лишь на два мяча уступив лучшему бомбардиру Ринальдо Мартино. В начале следующего сезона Ронго получил тяжёлую травму, из-за чего почти более года не выходил на поле, возвратившись лишь в 1944 году. Всего за клуб Луис Мария провёл 50 матчей и забил 37 голов, по другим данным 38 голов в 51 встрече. Затем он перешёл в «Темперлей», а потом играл за «Экскурсионистас» и «Сан-Тельмо». В «Сан-Тельмо» он дебютировал 21 сентября 1947 года в матче с «Фландрией», где забил два гола. Всего за клуб футболист отличился 6 раз.

## Статистика
| Сезон | Клуб                     | Лига         | Чемпионат | Чемпионат | Кубок | Кубок | Прочие | Прочие |
| Сезон | Клуб                     | Лига         | Игры      | Голы      | Игры  | Голы  | Игры   | Голы   |
| ----- | ------------------------ | ------------ | --------- | --------- | ----- | ----- | ------ | ------ |
| 1935  | Ривер Плейт              | Примера      | 4         | 5         | —     | —     | —      | —      |
| 1936  | Ривер Плейт              | Примера      | 11        | 6         | —     | —     | —      | —      |
| 1937  | Ривер Плейт              | Примера      | 4         | 3         | —     | —     | —      | —      |
| 1937  | Архентинос Хуниорс       | Примера      | 13        | 8         | —     | —     | —      | —      |
| 1938  | Ривер Плейт              | Примера      | 20        | 33        | —     | —     | —      | —      |
| 1939  | Ривер Плейт              | Примера      | 7         | 10        | —     | —     | —      | —      |
| 1940  | Ривер Плейт              | Примера      | 3         | 1         | —     | —     | —      | —      |
| 1940  | Флуминенсе               | Лига Кариока | 5         | 5         | —     | —     | —      | —      |
| 1941  | Флуминенсе               | Лига Кариока | 14        | 26        | —     | —     | —      | —      |
| 1942  | Платенсе (Висенте-Лопес) | Примера      | 29        | 23        | —     | —     | —      | —      |
| 1943  | Платенсе (Висенте-Лопес) | Примера      | 1         | 0         | —     | —     | —      | —      |
| 1944  | Платенсе (Висенте-Лопес) | Примера      | 20        | 14        | —     | —     | 2      | 1      |
| 1946  | Темперлей                | Сегунда      | 9         | 9         | —     | —     | —      | —      |
| 1947  | Экскурсионистас          | Сегунда      | 3         | 1         | —     | —     | —      | —      |
| 1947  | Сан-Тельмо               | Терсера      | 6         | 6         | —     | —     | —      | —      |

В графу «Прочие турниры» входит Кубок Конкуренции Британии.

## Достижения
- Чемпион Аргентины: 1936, 1937
- Обладатель Кубка Альдао: 1936
- Чемпион штата Рио-де-Жанейро: 1940, 1941